# Takanohana Kōji
Takanohana (II) Kōji  ( 貴乃花 光司 (en japonés)   Takanohana Kōji ?,  12 de agosto de 1972, como Kōji Hanada (花田 光司 Hanada Kōji?)) es un antiguo luchador de sumo proveniente de Suginami (Tokio), Japón. Fue el 65º hombre en la historia en llegar a ser yokozuna y ganó 22 campeonatos entre 1992 y 2001, siendo el sexto luchador en ganar más títulos. Fue hijo de un popular ōzeki durante la década de 1970, ascendió de rango junto con su hermano mayor Wakanohana Masaru y su rivalidad con el yokozuna extranjero Akebono Tarō, fue uno de los momentos más culminantes en el sumo durante la década de 1990.
Desde su debut en el sumo, utilizó el shikona de Takahanada Kōji (貴花田 光司 en japonés), el cual utilizó hasta antes de su ascenso a ōzeki.

## Historial
| Año (Honbasho) | Hatsu Basho (enero) (ciudad de Tokio) | Haru Basho (marzo) (ciudad de Osaka) | Natsu Basho (mayo) (ciudad de Tokio) | Nagoya Basho (julio) (ciudad de Nagoya) | Aki Basho (septiembre) (ciudad de Tokio) | Kyushu Basho (noviembre) (ciudad de Fukuoka) | Victorias / Derrotas / Ausencias |
| 1988           | ─                                     | Maezumo Hatsu Dohyō 0 - 0            | Jonokuchi 11 Este 5 - 2              | Jonidan 101 Oeste 6 - 1                 | Jonidan 31 Oeste 6 - 1                   | Sandanme 74 Oeste 5 - 2                      | 22 - 6                           |
| 1989           | Sandanme 41 Este 5 - 2                | Sandanme 13 Oeste 5 - 2              | Makushita 48 Este 7 - 0              | Makushita 6 Este 3 - 4                  | Makushita 9 Oeste 7 - 0                  | Jūryō 10 Oeste 8 - 7                         | 35 - 15                          |
| 1990           | Jūryō 6 Oeste 9 - 6                   | Jūryō 3 Oeste 9 - 6                  | Maegashira 14 Este 4 - 11            | Jūryō 5 Este 8 - 7                      | Jūryō 2 Este 10 - 5                      | Maegashira 12 Oeste 8 - 7                    | 48 - 32                          |
| 1991           | Maegashira 9 Oeste 6 - 9              | Maegashira 13 Este 12 - 3            | Maegashira 1 Oeste 9 - 6             | Komusubi 1 Oeste 11 - 4                 | Sekiwake 1 Oeste 7 - 8                   | Maegashira 1 Este 7 - 8                      | 52 - 38                          |
| 1992           | Maegashira 2 Este 14-1                | Sekiwake 1 Oeste 5 - 10              | Maegashira 2 Oeste 9 - 6             | Komusubi 2 Este 8 - 7                   | Komusubi 1 Oeste 14 - 1                  | Sekiwake 1 Oeste 10 - 5                      | 60 - 30                          |
| 1993           | Sekiwake 1 Este 11 - 4                | Ōzeki 1 Este 11 - 4                  | Ōzeki 1 Este 14 - 1                  | Ōzeki 1 Este 13 - 2                     | Ōzeki 1 Este 12 - 3                      | Ōzeki 1 Este 7 - 8                           | 68 - 22                          |
| 1994           | Ōzeki 1 Oeste 14 - 1                  | Ōzeki 1 Este 11 - 4                  | Ōzeki 1 Oeste 14 - 1                 | Ōzeki 1 Este 11 - 4                     | Ōzeki 2 Oeste 15 - 0                     | Ōzeki 1 Este 15 - 0                          | 80 - 10                          |
| 1995           | Yokozuna 1 Este 13 - 2                | Yokozuna 1 Este 13 - 2               | Yokozuna 1 Oeste 14 - 1              | Yokozuna 1 Este 13 - 2                  | Yokozuna 1 Este 15 - 0                   | Yokozuna 1 Este 12 - 3                       | 80 - 10                          |
| 1996           | Yokozuna 1 Este 14 - 1                | Yokozuna 1 Este 14 - 1               | Yokozuna 1 Este 14 - 1               | Yokozuna 1 Este 13 - 2                  | Yokozuna 1 Este 15 - 0                   | Yokozuna 1 Este 0 - 0 - 15                   | 70 - 5 - 15                      |
| 1997           | Yokozuna 1 Oeste 13 - 2               | Yokozuna 1 Este 12 - 3               | Yokozuna 1 Este 13 - 2               | Yokozuna 1 Este 13 - 2                  | Yokozuna 1 Este 13 - 2                   | Yokozuna 1 Este 14 - 1                       | 78 - 12                          |
| 1998           | Yokozuna 1 Este 8 - 5 - 2             | Yokozuna 1 Oeste 1 - 4 - 10          | Yokozuna 1 Oeste 10 - 5              | Yokozuna 1 Oeste 14 - 1                 | Yokozuna 1 Este 13 - 2                   | Yokozuna 1 Este 12 - 3                       | 58 - 20 - 12                     |
| 1999           | Yokozuna 1 Este 8 - 7                 | Yokozuna 1 Oeste 8 - 3 - 4           | Yokozuna 1 Este 0 - 0 - 15           | Yokozuna 2 Oeste 9 - 6                  | Yokozuna 2 Este 0 - 3 - 12               | Yokozuna 2 Oeste 11 - 4                      | 36 - 23 - 31                     |
| 2000           | Yokozuna 1 Oeste 12 - 3               | Yokozuna 1 Este 11 - 4               | Yokozuna 1 Oeste 13 - 2              | Yokozuna 1 Oeste 5 - 3 - 7              | Yokozuna 2 Este 0 - 0 - 15               | Yokozuna 2 Este 11 - 4                       | 52 - 16 - 22                     |
| 2001           | Yokozuna 2 Este 14 - 1                | Yokozuna 1 Este 12 - 3               | Yokozuna 1 Este 13 - 2               | Yokozuna 1 Este 0 - 0 - 15              | Yokozuna 1 Oeste 0 - 0 - 15              | Yokozuna 1 Oeste 0 - 0 - 15                  | 29 - 6 - 45                      |
| 2002           | Yokozuna 1 Oeste 0 - 0 - 15           | Yokozuna 1 Oeste 0 - 0 - 15          | Yokozuna 1 Oeste 0 - 0 - 15          | Yokozuna 1 Oeste 0 - 0 - 15             | Yokozuna 1 Oeste 12 - 3                  | Yokozuna 1 Oeste 0 - 0 - 15                  | 12 - 3 - 75                      |
| 2003           | Yokozuna 1 Oeste 4 - 4 - 7            | ─                                    | ─                                    | ─                                       | ─                                        | ─                                            | 4 - 4 - 7                        |